# 阿茹瓦

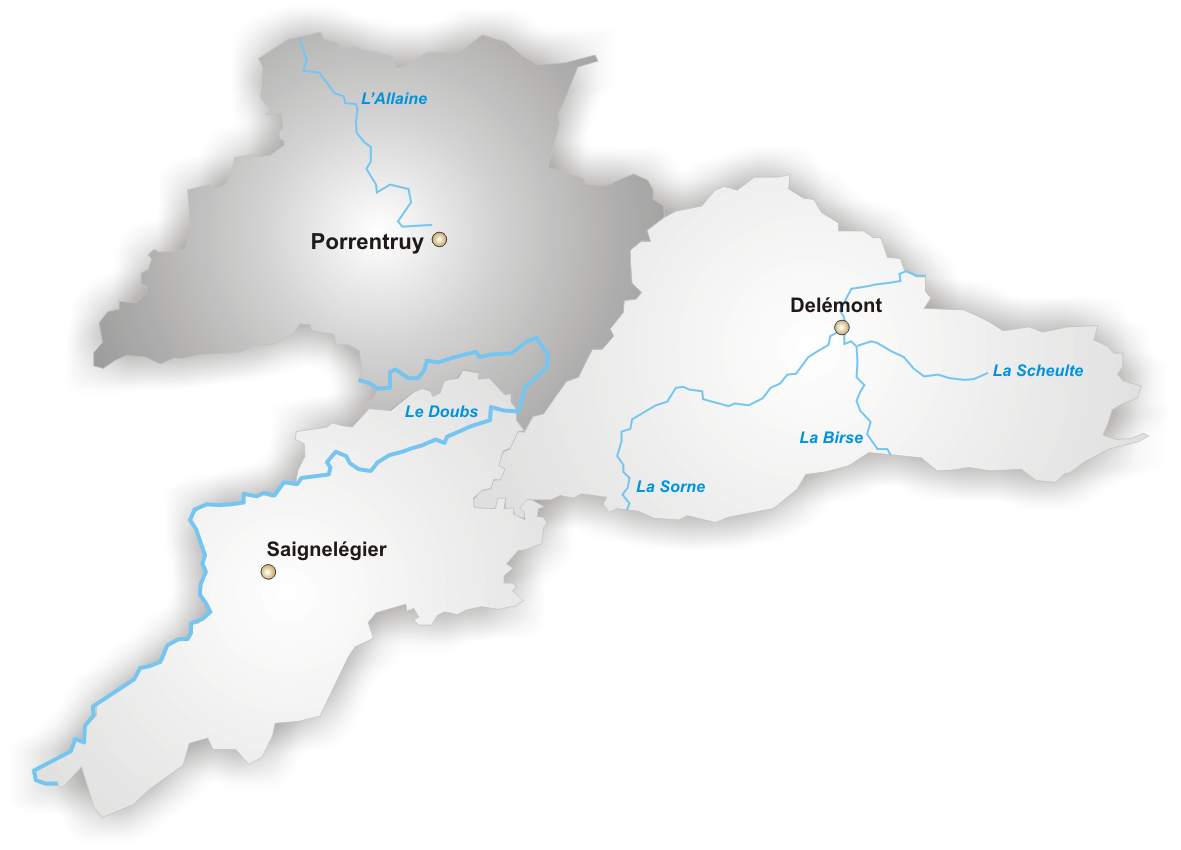
阿茹瓦地图

阿茹瓦（法語：Ajoie，發音：[aʒwa]）是瑞士西北部的一个地区，是汝拉州的最北部。由六个区域组成：
- 旺德利訥河谷（东北部），包括旺德兰库尔、邦福勒、伯尔讷韦桑。
- 拉巴罗什（东部），包括米耶库尔（英语：Miécourt）、沙尔穆瓦耶（法语：Charmoille (Jura)）、弗勒日耶库尔（英语：Fregiécourt）、普勒茹斯（英语：Pleujouse）、阿叙埃勒（英语：Asuel）。
- 泰里山旁侧（南部），包括科尔诺勒、库尔热奈、丰特奈和布勒索庫爾。
- 上阿茹瓦（西部），包括库特杜、舍沃内（英语：Chevenez）、羅庫爾、罗什多尔（英语：Roche-d'Or）、雷克莱尔（英语：Réclère）、当旺（英语：Damvant）、格朗方丹、法伊和比尔。
- 阿莱讷河谷（中北部），包括阿勒、波朗特呂、库尔沙翁、库特迈什（英语：Courtemaîche）、蒙蒂涅（英语：Montignez）、比村（英语：Buix）、邦库尔。
- 克瓦特河谷（北部），包括克沃、当夫勒、吕涅。

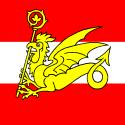
阿茹瓦纹章

每年11月，当地会举行圣马丁美食节，出售各类当地特产。